# Blended mobility
Blended mobility is de term voor een onderwijsconcept dat fysieke academische mobiliteit, virtuele mobiliteit en blended learning combineert. Het heeft tot doel de inzetbaarheid van studenten uit het hoger onderwijs te bevorderen.
Sinds 2009 is het geëvolueerd vanuit virtuele mobiliteit en hield het steeds de waarde van een internationale academische mobiliteit voor ogen. Tegelijkertijd biedt blended mobility een concreet antwoord op diverse barrières van een langdurige fysieke mobiliteit.
Het virtuele mobiliteitsgedeelte van blended mobility wordt ondersteund door het gebruik van informatie- en communicatietechnologieën (bijv. Skype, Adobe Connect, Slack, Google Hangout, Trello). Op die manier blijven docenten en/of studenten in contact met elkaar ondanks de fysieke afstand. Tijdens de fysieke mobiliteit ontmoeten de deelnemers elkaar voor een korte periode, variërend van 2 tot 14 dagen. Er kunnen meerdere perioden van korte mobiliteit zijn, waarin de deelnemers zich enkele dagen volledig kunnen concentreren op hun project, wat niet zo evident is in het dagelijkse leven en lokale omgeving.
De eerste toepassingen van het blended mobility concept zijn terug te vinden in 2009. Via dit project werd een context gecreëerd waarin studenten hun soft skills konden ontwikkelen, door teamwerk en communicatie, in een internationale context. Deze innovatieve onderwijsmethode kan verder ingezet worden om de ontwikkeling van soft-skills te ondersteunen zonder dure en uitgebreide curriculum veranderingen.
Het gemengde mobiliteitsparadigma kan in verschillende varianten worden geïmplementeerd.
Blended mobility wordt door de Europese Commissie gezien en erkend als een voorbereiding op langdurige fysieke mobiliteit of als aanvulling op reguliere studieprogramma's. In het ‘Actieplan Digitaal Onderwijs’ van de Europese Commissie (januari 2018) staat vermeld dat er op blended mobility zal worden ingezet door het aanbieden van nieuwe Erasmus+ financieringsmogelijkheden.

## Definitie
Blended mobility is een educatief concept dat korte fysieke mobiliteit combineert met virtuele mobiliteit door het gebruik van informatie- en communicatietechnologieën (ICT). Deze methodologie beoogt analoge doelstellingen als die van langdurige fysieke mobiliteit, waarbij typische mobiliteitsbelemmeringen gereduceerd en/of vermeden worden.

## Voordelen
- Ontwikkeling van sociale vaardigheden
- Verwerving en verdere ontwikkeling van soft skills (zachte vaardigheden)
- Ontwikkeling van organisatorische vaardigheden
- Leren over online communicatiehulpmiddelen en hoe deze op effectieve wijze te gebruiken
- Het verstoort reguliere huisactiviteiten niet/nauwelijks
- Mogelijkheid om te werken in een team, bestaande uit internationale en / of interdisciplinair studenten.
- Mogelijkheid om te werken aan een project of proof-of-concept in opdracht van een bedrijf, resulterend in ‘real-life’ innovatieve projecten.
- Ervaren van culturele verschillen en overeenkomsten.
- Winnen van taalvaardigheid: oefenen met spreken in andere taal dan de moedertaal.
- Kan gemakkelijk worden geïntegreerd in de leerplannen van onderwijsinstellingen.
- Biedt kansen voor deelnemers met speciale behoeften (bijvoorbeeld online assistentiesoftware, medische behandeling, ...).

## Nadelen
- Moeilijker om op een virtuele manier te communiceren, vooral indien communicatie niet in de moedertaal is.
- Het biedt een alternatief voor lange termijn mobiliteit, maar is niet gelijkwaardig.
- Communicatieproblemen kunnen eerder en sneller optreden
- Het vereist een hoge mate van zelfdiscipline
- Bepaalde mate van onafhankelijkheid is vereist